# 에버라텍

에버라텍(Averatec)은 TG삼보컴퓨터가 2004년초 미국에서 출시한 노트북 브랜드명이다. 첫 시판은 미국 수출을 시작으로 판매되었으며, 국내에는 2004년 6월에 런칭, 이후 줄곧 삼보컴퓨터의 대표 노트북 시리즈로 자리잡고 있으며, 2010년대 중반 이후에 에버라텍 브랜드가 나오지 않았다.

## 제품

### 에버라텍 ES-301
TG삼보컴퓨터의 노트북 브랜드 모델인 에버라텍의 5주년을 기념하여 출시된 제품이다. 기존 에버라텍 제품에 대한 저가형 제품이라는 인식을 벗고자 그에 상응한 디자인과 기술이 채용되었다.
- 두께가 1cm 남짓으로 상당히 얇다.
- 1.3M픽셀 카메라가 내장되어 있다.
- 노트북 PC에 흔히 쓰이는 ULV(초저전압)이나 LV(저전압) CPU가 아닌, 보통 CPU를 탑재하고 있다.
- 센트리노 2 플랫폼을 탑재하였다.

### 에버라텍 크리스탈 ES
에버라텍 최초로 한국 자체 기술로 만들어진 노트북이다. 외형디자인이나 제품 조립 생산에 이르기까지 거의 모든 부분을 삼보에서 관장하였다.